# Alt Juba
L'Alt Juba fou un comissariat de la Somàlia italiana que es va crear el 1926 amb territoris cedits el 1924 pels britànics (el nord de Jubalàndia) i la part septentrional del sud-oest de la colònia italiana. El seu nom italià fou Alto Giuba i el 1931 tenia 292.263 habitants. El formaven les modernes regions de Gedo, Bay, Bakool i la part nord de Jubbada Dhexe (districtes de Sakow i Dujuma). La capital fou Baidoa.